# Calyptocarpus
Calyptocarpus es un género de plantas con flores perteneciente a la familia Asteraceae. Comprende 11 especies descritas y de estas, solo 6 aceptadas. Se distribuye desde México a Panamá.

## Descripción
Son hierbas perennes surgiendo de un cáudice leñoso nudoso, pero quizás a veces floreciendo desde semillas el primer año y semejando ser anuales; tallos jóvenes pilosos. Hojas opuestas, ovadas, 2–5 cm de largo y 1.5–3 cm de ancho, márgenes crenados, suavemente pubescentes, 3-nervias; pecioladas. Capitulescencias de capítulos solitarios, sésiles o pedunculados, generalmente terminales; capítulos heterógamos, radiados; filarias 5, en 2 series, las exteriores herbáceas, 7–9 mm de largo, estrigosas; páleas lineares, 6 mm de largo, agudas, escariosas, glabras; flósculos del radio comúnmente 3, fértiles, las lígulas 6 mm de largo, amarillas, el tubo 2 mm de largo; flósculos del disco ca 6, perfectos, las corolas 3 mm de largo, amarillas. Aquenios del radio y del disco escasamente diferentes, ca 5 mm de largo, aplanados, no alados, muricados (las estructuras más evidentes en los aquenios del radio que en los del disco), acostillados, escasamente pilosos; vilano de 2 aristas fuertes, divergentes o reflexas, éstas escasamente estrigosas sólo en la base, los 3/4 terminales de la arista glabros.

## Taxonomía
El género fue descrito por Christian Friedrich Lessing y publicado en Synopsis Generum Compositarum 221. 1832. La especie tipo es Calyptocarpus vialis Less.		

## Especies aceptadas
A continuación se brinda un listado de las especies del género Calyptocarpus aceptadas hasta julio de 2012, ordenadas alfabéticamente. Para cada una se indica el nombre binomial seguido del autor, abreviado según las convenciones y usos.
- Calyptocarpus biaristatus (DC.) H.Rob.
- Calyptocarpus brasiliensis (Nees & Mart.) B.L.Turner
- Calyptocarpus burchellii (Hook.) Sch.Bip.
- Calyptocarpus vialis Less.
- Calyptocarpus vialus Less.
- Calyptocarpus wendlandii Sch.Bip.